# 参与連帯
参与連帯（さんよれんたい、韓国語: 참여연대）は、金泳三政権時代の1994年9月に発足した韓国における市民運動団体。金大中政権以降、政治における発言権を拡大してきた市民運動団体の中でも有力な団体の一つである。盧武鉉政権で女性初の国務総理に就任した韓明淑も参与連帯で共同代表を務めていたことがある。

## 概要
民主化以降の韓国における市民運動団体であった経済正義実践市民連合（略称：経実連、1989年7月発足）は、民衆運動や労働運動の政治的な運動方向を批判して一線を画し、「民衆運動」ではなく「市民運動」であることを強調して活動を進めてきたが、文民政府だった金泳三を「協調姿勢を採った」と非難したため、経済正義実践市民連合を「保守的市民運動」であると批判した。政権を支持する側と批判する側で民衆運動や労働運動との対立が深まった。このような状況に対し、民衆運動と市民運動が連携する「進歩的市民運動」として、1994年9月10日に「参与民主社会と人権のための市民連帯」（参与連帯）として発足した。創設者は朴元淳。その後、1995年3月に「参与民主社会市民連帯」を経て、1999年2月に名称を現在の「参与連帯」に改称した。
国家の横暴化の阻止、財閥規制に対する市民の介入と実践を通じ、民主主義の基盤を押し固め、誠実な人が人らしく生きることが出来る社会を実現するための政治的民主主義の実践するために努力することを目的としている。

## 沿革
（主要な出典は公式サイト：）
- 1994年9月10日：「参与民主社会と人権のための市民連帯」設立総会（会員2000余名）。司法監視センター、公益訴訟センター、内部告発者支援センター、人権センター、社会福祉特別委員会などの活動を開始。創立直後、社会安全網（セーフティネット）確保のための国民生活最低線運動を展開。
- 1995年3月23日：第1次定期総会にて名称を「参与民主社会市民連帯」に変更。司法改革運動
- 1996年5月10日：付属研究機関「参与社会研究所」設立
- 1996年6月4日：きれいな社会を作る運動本部、腐敗防止法制定のための100万人街頭署名開始
- 1996年9月10日：市民教育機関「参与社会アカデミー」設立
- 1996年10月23日：冠岳区庁長の老齢手当支給対象者選定除外取消訴訟に勝利
- 1996年11月7日：腐敗防止法立法請願（2001年7月16日国会通過）
- 1997年3月7日：第一銀行（現SC第一銀行）株主総会参加と財閥改革のための少額株主運動
- 1997年3月26日：小さな権利を探す運動本部出帆
- 1997年6月3日：第1銀行を対象に株主代表訴訟を提起（韓国最初の株主代表訴訟）
- 1997年9月27日：アパート共同体研究所設立
- 1997年11月22日：市民科学センター設立
- 1998年3月27日：サムスン電子株主総会に出席
- 1998年7月23日：国民基礎生活保障法立法請願（1999年8月12日国会通過）
- 1998年7月24日：第1銀行株主代表訴訟一部勝訴
- 1998年8月19日：『韓国論壇』の名誉毀損訴訟損害賠償訴訟にて一部勝訴
- 1998年10月1日：『福祉動向』創刊
- 1999年2月6日：第5次定期総会にて名称を「参与連帯」に変更、税制改革センター出帆
- 1999年5月19日：参与連帯、情報公開事業団発足
- 2000年1月12日：「2000年総選市民連帯」発足、参与連帯など全国421の市民社会団体が参加
- 2000年1月24日：落選名簿公表
- 2000年4月3日：落選名簿公表（追加分）
- 2000年10月10日：商街賃貸借保護法国会立法請願（2001年12月7日に国会通過）
- 2000年10月16日：証券集団訴訟法立法請願（2003年12月17日に国会通過）
- 2000年11月7日：公益法センター発足
- 2000年11月21日：国税庁前で初の「1人デモ」で財閥の変則世襲贈与促急
- 2001年3月14日：携帯電話の料金引き下げキャンペーンを開始、100万人が参加。
- 2001年3月21日：障碍者の選挙権侵害に対する国相手の損害賠償訴訟で一部勝訴
- 2001年7月25日：ソウル市の24区庁長の機密費情報公開拒否処分取消訴訟で勝訴

## 組織現況
ソウル市鍾路区通仁洞に本部事務所がある。毎年2月に行われる総会は参与連帯の最高議決機関である。

### 役員
2011年3月5日現在の役員
- 共同代表
  - イ・ソクテ 이석태（弁護士）
  - イム・ジョンテ 임종대（韓神大教授）
  - チョン・ヒョンベク 정현백（成均館大教授）
  - チョン・ファ 청화（青岩寺住職）
- 幹事：ユン・ヒョングン 윤형근（会計士）
- 運営委員会　
  - 委員長：ハン・サンヒ 한상희（建国大教授、前司法監視センター所長）
  - 副委員長：キム・ナムグン 김남근（弁護士、前民生希望本部本部長）、チン・ヨンジョン 진영종（聖公会大教授）
- 執行委員会　
  - 委員長：キム・ジンウク김진욱（弁護士）
  - 副委員長：ホン・ソンテ 홍성태（尚志大教授）

出典：참여연대 소개 주요임원（参与連帯紹介　主要役員）

### 会員
会員は2010年12月現在で12,450名である。この内年齢別では、40代が42.4％と最多で、続いて30代が26％強となっており、30～40代で7割近くを占めている。地域別では、ソウルを含めた首都圏で全会員数の半分以上を占めている。
会員の年代比率
- 20代以下：5.7％
- 30代：26.4％
- 40代：42.4％
- 50代：19.4％
- 60代以上：6.1％

地域別会員数（単位、名）
- ソウル特別市：5,914
- 仁川広域市：514
- 京畿道：3,191
- 大田広域市：245
- 忠清道：463
- 光州広域市：246
- 全羅道：466
- 江原道：271
- 釜山広域市：328
- 大邱広域市：257
- 慶尚道：575
- 済州道：58

出典：참여연대 소개 회원현황（参与連帯紹介　会員現況）